# Patanotis
Patanotis is een geslacht van vlinders van de familie Wilgenroosjesmotten (Momphidae).

## Soorten
- P. harmosta Meyrick, 1913
- P. metallidias Meyrick, 1913